# جوهانس هولت إيفرسن
جوهانس هولت إيفرسن (بالدنماركية: Johannes Holt Iversen)‏ هو نحات دنماركي، ولد في 8 سبتمبر 1989 في Amager ‏ في الدنمارك.